# Primarias presidenciales del Partido Justicialista de 1988
La interna presidencial del Partido Justicialista de 1988 fue una elección primaria interna del peronismo celebrada el 9 de julio de 1988, en la que se enfrentaron Carlos Menem, entonces gobernador de La Rioja, y Antonio Cafiero, gobernador de la provincia de Buenos Aires. La contienda definió la candidatura presidencial del PJ para las  elecciones presidenciales venideras, que tendrían lugar el 14 de mayo de 1989. El resultado consagró a Menem como vencedor, marcando un giro decisivo en la orientación política del peronismo tras la experiencia de la Renovación.

## Contexto
Tras la derrota electoral del peronismo en 1983 frente al radicalismo de Raúl Alfonsín, surgió la Renovación Peronista, un movimiento interno que buscó aggiornar al partido, promoviendo una versión democrática y pluralista del peronismo. Antonio Cafiero fue una de sus figuras centrales y se convirtió en gobernador de Buenos Aires en 1987. Su liderazgo simbolizaba la posibilidad de reconciliar los valores históricos del peronismo con los principios de la democracia liberal. 
En contraposición, Carlos Menem emergió desde el interior del país con un discurso carismático, federal y popular, que apelaba a los sectores históricamente excluidos por la Renovación. Aunque inicialmente parte del espacio renovador, Menem consolidó una línea más tradicional y heterogénea del peronismo, articulando apoyos entre sectores sindicales, caudillos provinciales y figuras del peronismo ortodoxo.

## Las dos líneas en pugna
La interna de 1988 cristalizó la disputa entre dos modelos de conducción:
El cafierismo, asociado a la Renovación Peronista, defendía la institucionalización partidaria, el diálogo con el alfonsinismo y una apertura democrática hacia la sociedad civil. Cafiero priorizaba el respeto por la legalidad, el pluralismo interno y la modernización.
El menemismo, si bien también se presentaba como renovador, adoptó un discurso más federal, populista y movimientista, haciendo énfasis en la unidad del peronismo por sobre las diferencias internas. Menem apelaba directamente a las bases, cultivando una imagen de liderazgo carismático y disruptivo frente a la “burocracia” del PJ bonaerense.

## Campaña
Antonio Cafiero había construido su poder territorial desde Buenos Aires y contaba con un aparato consolidado. Sin embargo, decisiones estratégicas, como el reemplazo de Eduardo Duhalde o de Vernet por José Manuel de la Sota como compañero de fórmula, alienaron apoyos clave dentro del movimiento obrero organizado. 
Por su parte, Menem articuló una red nacional a través de su corriente Federalismo y Liberación, y fue hábil en sumar sectores del sindicalismo tradicional (como las 62 Organizaciones), exmontoneros, lopezrreguistas y viejos caudillos provinciales. Su compañero de fórmula fue Eduardo Duhalde, también bonaerense y de origen renovador. 
La campaña se polarizó entre la “renovación ilustrada” de Cafiero y el “peronismo del pueblo” que encarnaba Menem. Mientras Cafiero era acusado de ser funcional al alfonsinismo, Menem fue señalado por su cercanía con figuras del pasado autoritario del partido. 
Durante la campaña, el sindicalismo peronista y los sectores identificados con la ortodoxia del partido jugaron un papel determinante en la configuración de alianzas y apoyos. Las históricas 62 Organizaciones, lideradas por Lorenzo Miguel, mostraron una marcada desconfianza hacia la conducción de Antonio Cafiero, a quien consideraban demasiado cercano al alfonsinismo y alejado de las tradiciones del movimiento obrero. Aunque inicialmente algunos sectores sindicales como la Comisión de los 25 apoyaban la Renovación, la decisión de Cafiero de excluir al exgobernador de Santa Fe, José María Vernet como compañero de fórmula, quien contaba con la simpatía de los gremios, y reemplazarlo a último momento por José Manuel de la Sota, generó un quiebre definitivo.
En contraposición, Carlos Menem logró captar el apoyo de buena parte del sindicalismo tradicional, estableciendo puentes con los sectores desplazados por la Renovación. Su discurso populista y federal resultó más afín a las estructuras sindicales históricas, que buscaban recuperar protagonismo dentro del PJ.
Este conflicto venía gestándose desde años antes, particularmente desde el Congreso del Teatro Odeón (1984), donde los sectores ortodoxos, liderados por Herminio Iglesias y Lorenzo Miguel impusieron mecanismos autoritarios como el voto a mano alzada y expulsaron a los renovadores. Aquel episodio marcó el quiebre inicial entre los “renovadores” y los “ortodoxos”, que reaparecería con fuerza en la interna del 88. En ese sentido, la candidatura de Menem fue leída por muchos como la revinculación del justicialismo con su tradición sindical y caudillesca, en oposición a la apuesta modernizadora y pluralista de Cafiero.
La fórmula de Carlos Menem-Eduardo Duhalde obtuvo el 53,94% de los votos, mientras que la fórmula Antonio Cafiero-José Manuel de la Sota obtuvo el 46,06%.
La interna de 1988 quedó en la historia como la única ocasión en que el Partido Justicialista definió a su candidato presidencial mediante elecciones primarias abiertas a sus afiliados. Participaron 1.544.949 votantes peronistas en un contexto de alta inflación y pérdida de poder del oficialismo radical.
La campaña de Menem alcanzó su punto culminante con un multitudinario acto de cierre en el estadio de River Plate ante 60.000 personas, organizado por Luis Barrionuevo, que sorprendió a la dirigencia cafierista. Finalmente, la fórmula Menem-Duhalde se impuso en 18 provincias, incluida Buenos Aires, y obtuvo victorias clave en distritos del conurbano bonaerense como Lomas de Zamora, Morón y La Matanza, donde operadores locales como Alberto Pierri fueron clave. Tras la derrota, buena parte del sector cafierista se alineó con Menem, consolidando su liderazgo interno. Figuras como Carlos Grosso, José Luis Manzano y Guido Di Tella migraron a su espacio, sellando una reorganización del peronismo que allanó su camino a la presidencia.
El resultado de las posteriores elecciones presidenciales marcó el inicio de un nuevo ciclo en la historia del peronismo. Menem se convirtió en el primer presidente justicialista en ser elegido en elecciones democráticas desde septiembre de 1973, y su gobierno inició un proceso de reformas económicas y políticas que transformarían la política económica del país.